# Leurda, Gorj
Leurda este o localitate componentă a municipiului Motru din județul Gorj, Oltenia, România.

## Vezi și
- Biserica de lemn din Motru-Leurda

 Acest articol despre o localitate din județul Gorj este deocamdată un ciot. Puteți ajuta Wikipedia prin completarea lui.